# Пушкарёв, Иван Антонович
Иван Антонович Пушкарёв (1923—2009) — советский фрезеровщик-рационализатор производства в системе атомной промышленности. Герой Социалистического Труда (1966).

## Биография
Родился в селе Сартык Костанайской области в семье крестьян.
С 1939 года после окончания семилетки начал работать на Златоустовском машиностроительном заводе.
С 1942 года в РККА, участник Великой Отечественной войны. Воевал на рядовых и сержантских должностях в 378-м гвардейском тяжёлом самоходно-артиллерийском полку на Брянском, Карельском, Волховском, Ленинградском 3-м Белорусском и Дальневосточном фронтах.
С 1947 года фрезеровщик ЗМЗ. С 1957 года направлен фрезеровщиком в закрытый город Златоуст-20 на Приборостроительный завод МСМ СССР по производству компонентов для ядерного оружия. В 1962 году «за выполнение специального задания правительства» был награжден медалью «За трудовую доблесть».
29 июля 1966 года «За выдающиеся заслуги в выполнении плана 1959—1965 годов при создании новой оборонной техники» Указом Президиума Верховного Совета СССР Ивану Антоновичу Пушкарёву было присвоено звание Героя Социалистического Труда.
Помимо основной деятельности избирался членом бюро парткома ПСЗ, депутатом городского Совета депутатов трудящихся и членом бюро ГК КПСС города Златоуст-36.
С 1991 года на пенсии. Умер в 2009 году в Трёхгорном.

## Награды

### Ордена
- Медаль «Серп и Молот» (1966)
- Орден Ленина (1966)
- Орден Красной Звезды (1944)
- Орден Славы III ст. (1945)
- Орден Отечественной войны I ст. (1985)

### Медали
- 2 медали «За отвагу» (1944, 1945)
- Медаль «За боевые заслуги» (1943)
- Медаль «За трудовую доблесть» (1962)

### Звания
- Почетный гражданин города Трехгорный (1975)